# 普雷姆
普雷姆是德国巴伐利亚州的一个市镇。总面积15.92平方公里，总人口884人，其中男性431人，女性453人（2011年12月31日），人口密度56人/平方公里。